# Arn Magnusson
Arn Magnusson es un personaje literario creado por el escritor sueco Jan Guillou. Es el personaje principal de tres novelas de ficción histórica.
- Vägen till Jerusalem, "Del Norte a Jerusalén" (1998).
- Tempelriddaren, "El caballero templario" (1999)
- Riket vid vägens slut, "Regreso al Norte" (2000)

## Resumen de su vida
Nació en el año de gracia de 1150, en la finca de su padre, Magnus Folkesson, llamada Arnäs. Desde muy pequeño vivió en el Convento de Varnhem, del cual salió a los diecisiete años.
Tras muchas hazañas, como cortarle la mano en duelo a Emund Ulvbane en el Concilio de todos los Godos de 1167, se enamoró de Cecilia Algotsdotter, con la cual, tras tener relación carnal sin haberse casado, fueron castigados.
Fue castigado con media vida (20 años) de servicio en el ejército de Dios, los Caballeros Templarios, en Tierra Santa. Ella fue castigada a pasar media vida en el convento de Gudhem.
En Tierra Santa, luego de un par de años, Arn fue nombrado comendador de la orden en la ciudad de Gaza, luego, ocupó por unos años el cargo de Maestre de Jerusalén. Nunca fue Gran Maestre de la Orden del Temple; siguió como Maestre de Jerusalén y durante ese tiempo estuvo vacante el puesto mientras se elegía. Era en ese momento el templario de mayor rango, pero no Gran Maestre.
Volvió a casa tras resultar milagrosamente vivo de la batalla de los Cuernos de Hattin, y se casó con Cecilia luego de sacarla del convento. 
Un hijo nació mientras los dos estaban cumpliendo su castigo, Magnus Arnsson, quien luego tomó el nombre de Magnus Maneskold, padre de Birger Jarl.
Se reconoce a Arn Magnusson como el padre de la victoria ante el rey Sverker II Karlsson y el ejército danés en la batalla de Lena y en la de Gestilren.
Arn Magnusson murió en el año de 1210, tras haber sido Hermano Lego de los Monjes Cistercienses, Templario y Mariscal de los Reyes de Suecia Knut Eriksson y de su hijo, Erik X Knutsson.
ADAPTACIÓN AL CINE.
La obra de Jan Guillou ha sido adaptada a la gran pantalla en dos largometrajes por el director danés Peter Flinth. Así  el trío sobre las Cruzadas se verá reducido a dos películas. La primera de ellas bajo el título de "Arn:The Knight Templar"( " Arn,Tempelriddaren" 2007), y la segunda "Arn: The Kingdom and the End of the Road"( "Arn, Riket vid vägens slut" 2008).
Ambas películas se comercializan en España reducida y condensada en un solo film, "Arn, El caballero templario"
Link: Página oficial del film.

## Traducciones
- danés (Historien om Arn: Vejen til Jerusalem, Tempelridderen and Riget ved vejens ende, Arven efter Arn)
- inglés (The Knight Templar (Crusades Trilogy): The road to Jerusalem, The Knight Templar, The kingdom at the end of the road, The Heritage of Arn)
- noruego (Arn-trilogien: Veien til Jerusalem, Tempelridderen and Riket ved veiens ende, Arven etter Arn)
- español (El camino a Jerusalén, El caballero templario, El reino al final del camino)
- alemán (Die Götaland-Trilogie: Die Frauen von Götaland, Die Büßerin von Gudhem, Die Krone von Götaland)
- portugués (A Caminho de Jerusalém / O Caminho para Jerusalém, O Cavaleiro Templário, O Novo Reino, O Legado de Arn)

- Datos: Q21714642